# Companhia de Desenvolvimento e Ação Regional
A Companhia de Desenvolvimento e Ação Regional (CAR) é uma empresa pública brasileira pertencente à administração indireta do estado da Bahia. Ela se encontra constituída sob a forma de sociedade anônima que teve sua criação autorizada pela lei delegada estadual n.º 30, de 3 de março de 1983, estando atualmente vinculada à Secretaria de Desenvolvimento Rural do Estado da Bahia (SDR).
A CAR possui a competência administrativa para a execução das políticas e programas integrados de desenvolvimento regional no interior da Bahia, em especial a coordenação e promoção da execução de programas, projetos e ações integrados de desenvolvimento regional, territorial e local; a prestação de serviços técnicos de monitoramento e manutenção da qualidade da água e do sistema de dessalinização, para oferta de água em quantidade e qualidade para o consumo humano; a promoção da assistência técnica e extensão rural; e o fomento e implementação de tecnologias sociais de captação e armazenamento de água, ampliando, principalmente, a oferta de água para produção e dessedentação animal para as famílias da zona rural, especialmente na região semiárida.
A CAR possui a seguinte estrutura organizacional: Conselho de Administração (Secretário de Desenvolvimento Rural; Diretor-Presidente da CAR; 4 conselheiros nomeados pelo Governador do Estado da Bahia); Diretoria; Conselho Fiscal; Comitê de Elegibilidade. E o atual diretor-presidente é Jeandro Ribeiro, ex-secretário de desenvolvimento rural que, a partir de 2023, passou a chefiar a companhia.